# André Paul (dessinateur)
Pour l’article homonyme, voir André Paul.
André Paul de son vrai nom Paul-André Perret, né le 27 décembre 1919 au Locle et décédé le 9 novembre 2018 à Lausanne, est un dessinateur de presse suisse.

## Biographie
Paul-André Perret, après ses classes primaires à Bienne, fréquente l’École des arts industriels du Technicum de Bienne avant de compléter à Paris sa formation de graphiste à l’École nationale supérieure des arts décoratifs. En raison de la débâcle militaire de juin 1940, il rentre en Suisse pour y accomplir son service militaire. En 1946, Perret commence sa carrière à Bienne comme dessinateur publicitaire, notamment pour les montres Omega, puis s’installe en 1949 à Lausanne, travaillant comme dessinateur de presse. Ses premiers dessins paraissent dans L’Illustré, où il dispose bientôt de toute la dernière page.
Ce virtuose de la caricature et dessin politique, à la manière d’un Ronald Searle, collabore avec le fantaisiste Jack Rollan, puis pour La Tribune de Lausanne, devenue ensuite Le Matin, et pour de nombreuses autres publications, y compris The New York Times, journal dont il décline toutefois une proposition de collaboration régulière.

## Publications
- À la « Tribune » de l'humour : 59 dessins choisis André-Paul ; légendes de Raymond Pittet [Lausanne] : "Tribune de Lausanne", 1965.
- La corrida, roman de Michel Déon ; [ill. de Paul-André Perret], Lausanne : La Guilde du livre, 1964.
- Le grand dadais, roman de Bertrand Poirot-Delpech ; [ill. de Paul-André Perret], Lausanne : La Guilde du livre, 1961
- Les Mal aimés ; Le Feu sur la terre de François Mauriac ; ill. de Paul-André Perret, Genève : Edito-Service : distribué par le Cercle du bibliophile, [1967].
- On cause, on cause..., ou, Le français tel qu'on l'écorche, de Jacques Adout ; ill. de Paul-André Perret, Bienne : Éd. du Panorama, 1971
- Entre Clémence et Collavine : chroniques genevoises, de Jacques Buenzod et Paul André Perret, Genève : J. Rochat, 1980.

## Sources

### Archives
- Fonds : Perret (Paul-André, dit André Paul) (1921 - 2019) [16.70 mètres linéaires].  Cote : CH-000053-1 PP 1113. Archives cantonales vaudoises (présentation en ligne)..